# Інстаблогер
Інстаблогер (скорочення від «блогер в Instagram»), Інстаграм-блогер — людина, блогер, що веде свій акаунт у соціальній мережі Instagram.

## Етимологія
Термін «інстаблогер» класифікує людей, основною або єдиною платформою яких є профілі в соціальній мережі Instagram.

## Вплив
Феномен соціальної мережі Instagram дуже сильно охопив інтернет за останні роки. Раніше в Instagram лідирували зірки телебачення та інших сфер шоу-бізнесу. Для багатьох з них соціальна мережа стала свого роду власним ЗМІ, за допомогою якого вони можуть спілкуватися з шанувальниками і ділитися інформацією, минаючи журналістів. Зараз же основний пласт Інстаграм-зірок складають люди, які прославилися виключно завдяки цій соціальній мережі. Багатьох Instagram-блогерів привертає досить великий заробіток з їх персональних сторінок. За прогнозами Володимира Миролюбова, керівника біржі реклами у блогерів EpicStars, за одну тисячу передплатників на своєму акаунті інстаблогер може отримати не менше 20 гривень, а коли рекламу хочуть купити великі федеральні або транснаціональні компанії, то реклама може коштувати більше в два або більше разів. Багато артистів конвертують медійну популярність від соціальних мереж в гроші. Однак рівень заробітку в соцмережі майже не залежить від впізнаваності персони.
Феномен популярності Instagram-блогерів також обговорює психолог Дар'я Чуніна. На її думку, число користувачів інтернету останнім часом постійно зростає, витісняючи телебачення, тому не дивно, що акцент зміщується з телезірок на зірок з мережі.
У січні 2019 року в Instagram стало популярно так зване «яйце Instagram». Акаунт яйця став глобальним явищем і інтернет-мемом за кілька днів після свого створення. З нього була зроблена найпопулярніша публікація в Instagram, що стала також найпопулярнішою публікацією в мережі на будь-якій медіаплатформі в історії. На думку аналітика Лахтмана, на рекламі з цього акаунту можна заробити до 250 тисяч доларів. Водночас, Шон Спілберг з Point North Group, компанії, що займається маркетинговою аналітикою, вважає, що сума може бути ще більше. Все завдяки вірусній популярності акаунта[жаргон] серед великої аудиторії, а не тільки серед 5,5 млн осіб.